# 麥克拉里冰川

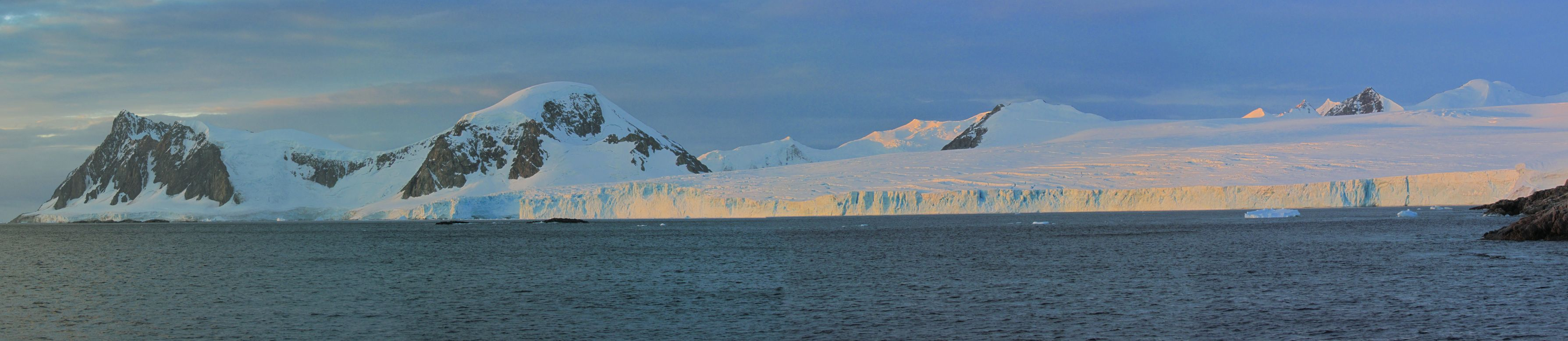
從聖馬丁站 (南極洲)看見的麥克拉里冰川。

麥克拉里冰川（英語：McClary Glacier）是南極洲的冰川，位於葛拉漢地西岸，長18公里、寬3.7公里，最終在卡爾梅特角和德貝納姆群島之間注入瑪格麗特灣。